# Costa di Mezzate
Costa di Mezzate – miejscowość i gmina we Włoszech, w regionie Lombardia, w prowincji Bergamo.
Według danych na styczeń 2009 gminę zamieszkiwało 3326 osób przy gęstości zaludnienia 652,2 os./1 km².